# تیاچیف
تیاچیف (به روسی: Тячів) شهری است که در استان زاکارپاتیا در کشور اوکراین قرار دارد. جمعیت این شهر ۹٬۷۸۶ نفر است.